# Holomelina nigricans
Holomelina nigricans är en fjärilsart som beskrevs av Tryon Reakirt 1864. Holomelina nigricans ingår i släktet Holomelina och familjen björnspinnare. Inga underarter finns listade i Catalogue of Life.